# Fender Bassman

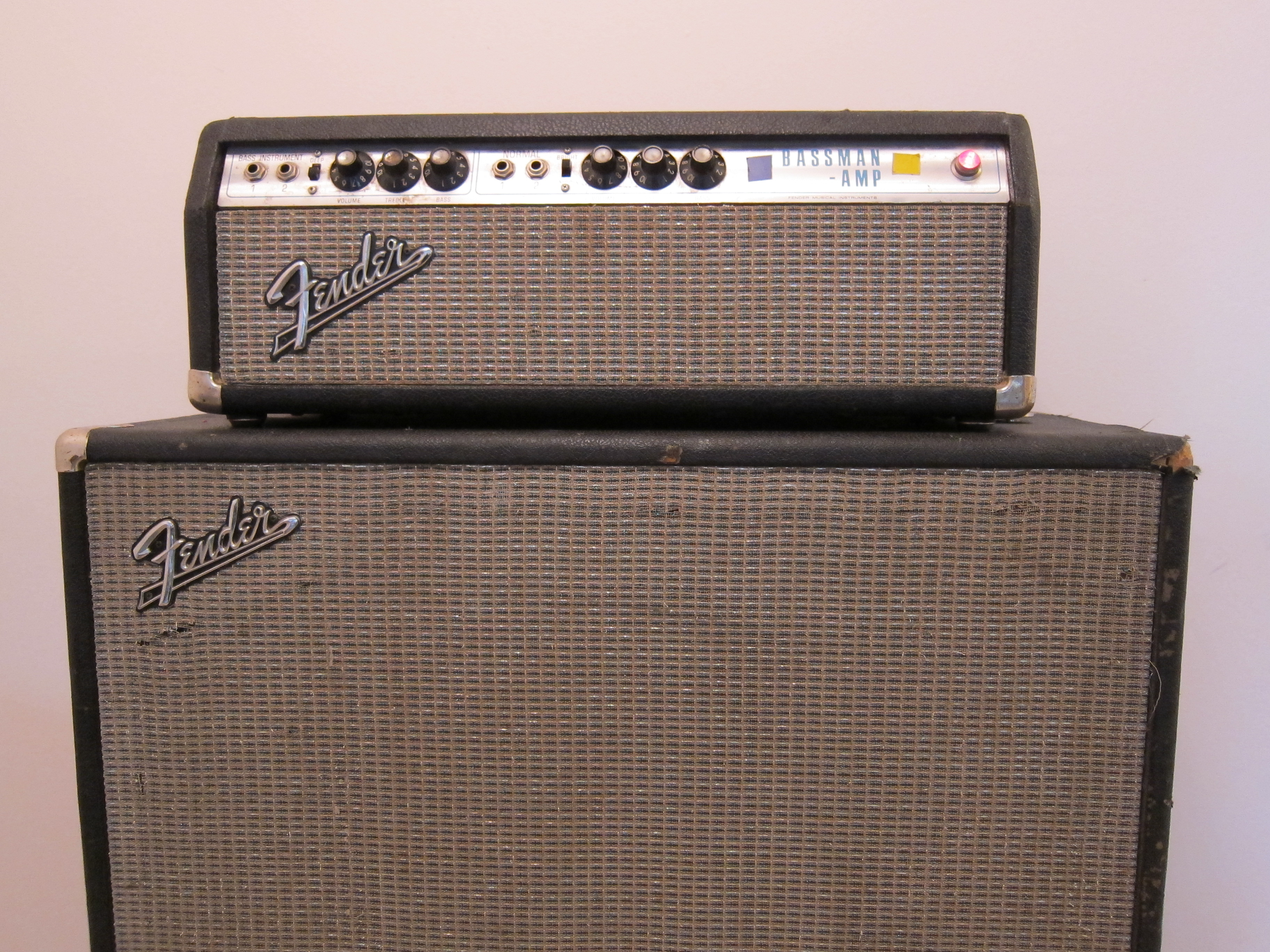
Un amplificatore Fender Bassman AB165

Il Fender Bassman è un amplificatore per basso introdotto dalla Fender nel 1952.
Originariamente era stato concepito per il Fender Precision Bass, il primo basso elettrico disegnato e realizzato da Leo Fender, ma poi è stato frequentemente utilizzato come amplificatore per normale chitarra elettrica caratterizzando gran parte del suono anni '50 e '60. È stato anche utilizzato come amplificatore per armonica con l'ausilio di un microfono adatto e dopo essere stato saturato ottenendo il particolare suono usato nel blues elettrico.
Nel 1990 la Fender ha prodotto una riedizione del Bassman modello 5F6A, conosciuto come '59 Bassman.
Due artisti di questo famoso amplificatore sono Buddy Guy e Kurt Cobain ma è stato usato molto anche nella musica Rockabilly.